# Delias eucharis
La Jezabel común (Delias eucharis), es una mariposa piérida de tamaño medio que se encuentra en muchas zonas del sur y sureste de Asia, especialmente en las regiones no áridas de la India, Sri Lanka, Indonesia, Myanmar y Tailandia. La Jezabel común es una de las más comunes de las aproximadamente 225 especies descritas en el género Delias.

## Descripción
La envergadura tanto de machos como de hembras va desde los 6.5 a los 8.5 cm.

### Macho
La parte superior es blanca. Las alas anteriores tienen las vetas negras en general, este color ampliado de forma triangular en la terminación de las vetas, margen costal estrechamente negro; una ancha banda transversal postdiscal negra desde la costa hasta el dorso se inclina oblicuamente hacia afuera desde la costa hasta la veta 4, desde ahí paralelas al Termen. Las alas traseras con las venas similares excepto por tres cuartos de su longitud mucho más estrechamente negra; una banda postdiscal, transversal, negra como las delanteras pero mucho más angostas, se curvan y extienden solo entre las venas 2 y 6; más allá de esto las venas son más ampliamente negras y este color como en las delanteras se ensacha triangularmente hacia fuera en la terminación de las venas; los espacios más allá de la banda postdiscal negra calan; debido a la coloración bemellón mostrada en la parte inferior.
En la parte inferior, las alas anteriores son similares, pero el borde negro de las venas es mucho más amplio, los dos espacios intermedios superiores más allá de la banda postdiscal transversal se tiñen de amarillo. Ala posterior: color de fondo amarillo brillante, las venas y la banda postdiscal transversal como en el lado superior, pero mucho más ampliamente negro, este último se extiende desde la costa a la vena 2; los espacios intermedios entre las venas más allá de la fascia postdiscal con una serie de lanceoladas o manchas rojo bermellón en forma de cono, cada mancha con bordes estrechamente blancos; la porción basal de espacio intermedio 6 blanco, en contraste con el color amarillo brillante del color tierra . Antena negra; la cabeza, el tórax y el abdomen blanco, la articulación apical de los palpos negro; la cabeza y el tórax con una mezcla de pelos negros que dan a estas piezas una apariencia gris azulado.

### Hembra
Lados superior e inferior similares a los de los machos, pero el borde negro de las venas y las bandas transversales postdiscales tanto en alas delanteras y traseras son mucho más amplios.

## Distribución y hábitat
Las Jezabel común son nómadas en el comportamiento y se encuentran en una variedad de ambientes incluyendo, pero no limitado a, los bosques templados de montaña, bosques tropicales lluviosos, bosques secos abiertos y zonas de influencia de playa. Se encuentran en general por toda la India, excepto en las zonas desérticas, y hasta una altitud de 7.000 pies en las colinas. La mariposa se puede encontrar allí donde hay árboles, incluso en pueblos y ciudades, volando alto entre los árboles y visitando las flores.
Es también comúnmente vista en jardines. Las hembras pueden ser vistas volando entre los árboles en busca de sus plantas alimento, mientras que los machos son más frecuentemente observados visitando las flores en busca de néctar o de lodo encharcado. Descansan con su alas cerradas exhibiendo la brillantemente coloreada parte inferior.
La Jezabel a menudo vuela alto en el dosel y usualmente baja solamente a comer néctar en las flores. Debido a este hábito al parecer, ha evolucionado desarrollado una cara superior opaca y una cara inferior brillante que las aves debajo de ella reconocen de inmediato durante el vuelo y en reposo.

## Protección
Tiene coloración brillante para indicar el hecho que es de sabor desagradable debido a toxinas acumuladas por las larvas desde las plantas hospededadoras.
Como otras mariposas de sabor desagradable, la Jezebel común es imitada por Prioneris sita, la Painted Sawtooth. La Jezebel común puede ser distinguida por la forma de la mancha rojo anaranjada sobre el ala trasera. En la Painted Sawtooth estas manchas son muy cuadradas, mientras que en la Jezebel común son más de forma de cabeza de flecha. La Painted Sawtooth también vuela rápido y también encharca lodo.

## Ciclo de vida

### Huevos
Los huevos son puestos en grupos de alrededor 10 o 20 en número aunque grupos de mayor tamaño no son difíciles de encontrar. Estos son puestos sobre la parte baja de una hoja de su planta alimento.

### Oruga

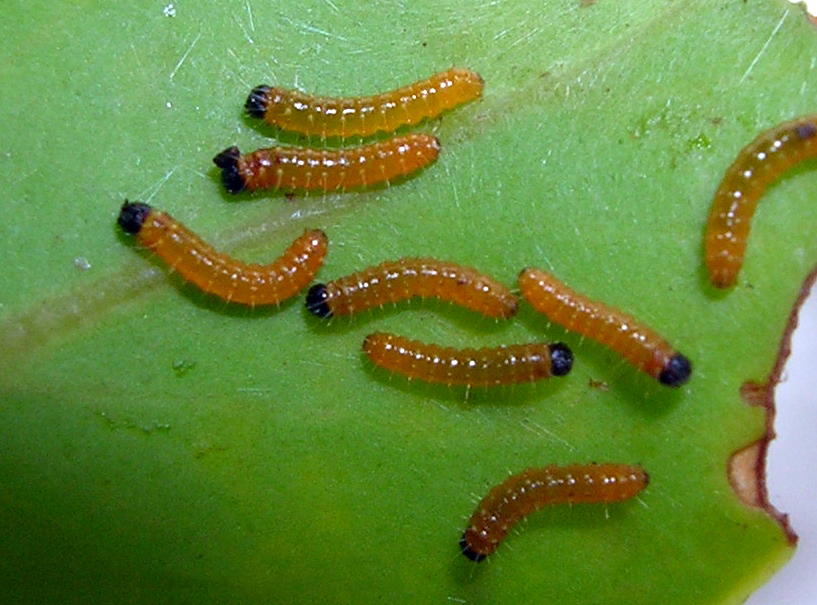
Orugas

Las orugas son gregarias en sus primeros estados. Las orugas son amarillo-café con una cabeza negra y tienen tubérculos blancos de los cuales surge largo pelo blanco.
Larga, cilíndrica y suave con un brillo oleoso. Dos filas subdorsales de largas cerdas blancas surgen de un diminuto tubérculo blanco; cabeza, lados y parte posterior escasamente vestidas con cortas cerdas blancas: cabeza color marrón y patas negras. Se puede encontrar desde el principio del mes de agosto en todas partes, en el muérdago común (Loranthus), del cual caerá y colgará de un hilo si el árbol es sacudido. Nunca la hemos encontrado alimentándose de otra cosa. A diferencia de la mayoría de las mariposas esta especie pone hasta veinte o treinta huevos en una hoja, en filas paralelas, con intervalos iguales, y las larvas continúan en alguna medida similar a la anterior, de modo que un gran número de pupas se encuentran a menudo, a una poca distancia unos de otros, en una pared, o el tronco de un árbol.
Cuando nace, primero hacen una comida de su cascarón y vagan hacia la hojas más cercanas donde la devoran, lado a lado, y luego pasan a la siguiente. Hoja tras hoja es colectivamente devorada por este grupo hasta que pasa a través de los primeros estadios de la etapa larval. No obstante, el crecimiento de estas orugas no se debe a la variable cantidad de alimentos que cada una es capaz de conseguir. En consecuencia su desarrollo es por etapas, ellas se convierten en crisálidas solo cuando están listas y la cría emerge después de un periodo de tiempo. La larva no es muy vivaz. Cuando es molestada, se deja caer de la hoja mediante un hilo sedoso.

### Pupa

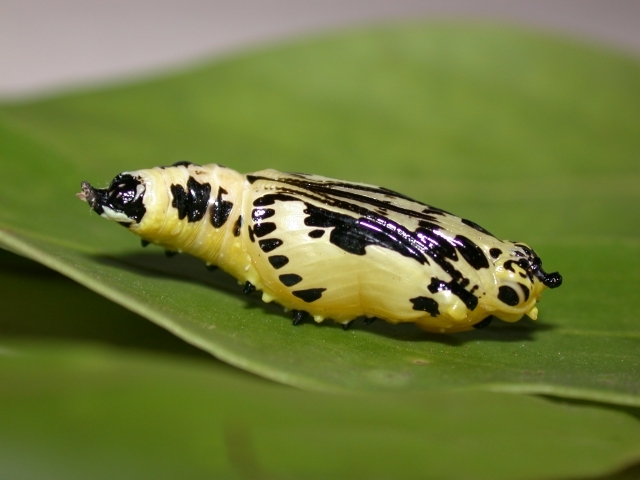
Crisálida

"Estrechamente unida por la cola y por una banda en general, a una superficie vertical con la cabeza hacia arriba Es moderadamente robusta con un hocico corto, dos pequeños tubérculos en la cabeza, una fuerte pero no prominente cresta dorsal en el tórax, proseguido por una fila de tubérculos en los segmentos abdominales. Debajo de éstas hay dos filas subdorsales parciales. Color amarillo brillante; tubérculos y una fila de manchas definiendo las alas anteriores negras. "Un gran número son destruidas por un parásito díptero muy parecido a la mosca doméstica común." (Davidson y Aitken)
La crisálida es de color amarillo brillante. Está marcada con manchas negras y líneas. Está sujeta a la parte inferior de la hoja, rama o cualquier otra superficie adecuada, por una fuerte cola acolchada y una banda de cuerpo firme.

## Plantas de alimento
Las plantas hospedadoderas son varias especies de pequeños arbustos, los cuales son plantas parásitos creciendo en las ramas de árboles como el Loranthus. Su habilidad para formar densas poblaciones como las orugas y alimentarse de Loranthus ha llevado a sugerir que podrían ser utilizadas para el control de este parásito.